# Hasan Ali Toptaş
Hasan Ali Toptaș (n. 15 octombrie 1958, Denizli, Turcia) este un scriitor turc.

## Lucrări
- Yalnızlıklar (Solitudes) - 1990
- Ölü Zaman Gezginleri (The Dead Time Travelers) - 1993
- Sonsuzluğa Nokta (Full Stop to Infinity) - 1993
- Gölgesizler (Cei fără umbră) - 1995
- Kayıp Hayaller Kitabı (The Book of Lost Dreams) - 1996
- Ben Bir Gürgen Dalıyım (I am A Hornbeam Branch) - 1997
- Bin Hüzünlü Haz (A-Thousand-Gloomy Pleasure) - 1999
- Uykuların Doğusu (The East of Slumbers) - 2005